# Fallin' Light
Fallin' Light é o terceiro álbum de estúdio do girl group sul-coreano GFriend. Foi lançado no Japão pela King Records em 13 de novembro de 2019, como o primeiro álbum japonês do grupo. Chegou à sétima posição no Oricon Albums Chart. Um vídeo musical para Fallin' Light foi lançado também.

## Lista de faixas
| N.º            | Título                                                                             | Arranjo        | Duração |  |
| 1.             | "Fallin' Light (Tenshi no Hashigo)" ("Fallin' Light (天使の梯子)")                 |                | 3:41    |  |
| 2.             | "Emotional Days"                                                                   |                | 3:13    |  |
| 3.             | "Memoria"                                                                          |                | 4:10    |  |
| 4.             | "Koi no Hajimari" (恋の始まり; O Começo do Amor)                                   |                | 3:21    |  |
| 5.             | "Flower"                                                                           |                | 3:38    |  |
| 6.             | "My My My!"                                                                        |                | 3:20    |  |
| 7.             | "Yoru (Time for the Moon Night)" ("夜 (Time for the Moon Night)"; versão japonesa) |                | 3:49    |  |
| 8.             | "Sunrise" (versão japonesa)                                                        |                | 3:41    |  |
| 9.             | "La Pam Pam"                                                                       |                | 3:37    |  |
| 10.            | "Beautiful"                                                                        |                | 3:37    |  |
| 11.            | "My Buddy" (versão japonesa) (Faixa bônus da edição de CD))                        |                | 3:34    |  |
| Duração total: | Duração total:                                                                     | Duração total: | 39:47   |  |

## Desempenho nas tabelas musicais
| Tabela (2019)  | Melhor posição |
| -------------- | -------------- |
| Japão (Oricon) | 7              |

### Vendas
| País           | Vendas |
| -------------- | ------ |
| Japão (Oricon) | 6,753  |

## Histórico de lançamento
| País  | Data                  | Formato              | Gravadora    |
| ----- | --------------------- | -------------------- | ------------ |
| Japão | 14 de janeiro de 2019 | Download digital, CD | King Records |